# 시네이드 키난

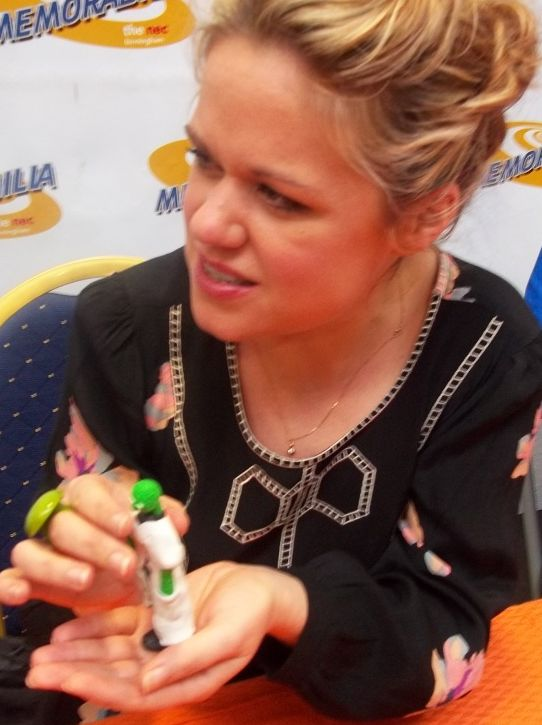

시네이드 키난(Sinead Keenan, 1977년 12월 27일 ~ )은 아일랜드의 배우이다.
더블린에서 태어났다.

## 방송
- 빙 휴먼 4
- 빙 휴먼 3
- 빙 휴먼 2

## 영화
- 런던 아이리쉬 (2013년)
- 빙 휴먼 4 (2012년)
- 빙 휴먼 3 (2011년)
- 빙 휴먼 2 (2010년)
- 침묵의 이론 (2003년)
- 페어 시티 (1988년)